# Toyota Monterey Grand Prix 1991
Toyota Monterey Grand Prix 1991 var ett race som var den sjuttonde och avslutande deltävlingen i PPG IndyCar World Series 1991. Racet kördes den 20 oktober på Laguna Seca. Michael Andretti säkrade sin första och enda mästerskapstitel genom att ta sin åttonde seger för säsongen. När hans enda kvarvarande mästerskapsrival Bobby Rahal drabbades av en överhettad motor på det 25:e varvet av 80 var saken klar, och Andretti kunde ta en relativt enkel seger.

## Slutresultat
| Plats | Förare                | Team                     | Grid | Kvaltid  |
| ----- | --------------------- | ------------------------ | ---- | -------- |
| 1     | Michael Andretti      | Newman/Haas Racing       | 1    | 1.12,095 |
| 2     | Al Unser Jr.          | Galles-Kraco Racing      | 8    | 1.13,619 |
| 3     | Mario Andretti        | Newman/Haas Racing       | 6    | 1.12,982 |
| 4     | Emerson Fittipaldi    | Marlboro Team Penske     | 3    | 1.12,436 |
| 5     | Rick Mears            | Marlboro Team Penske     | 2    | 1.12,301 |
| 6     | Eddie Cheever         | Chip Ganassi Racing      | 7    | 1.13,472 |
| 7     | Scott Pruett          | Truesports Co.           | 5    | 1.12,835 |
| 8     | Arie Luyendyk         | Vince Granatelli Racing  | 9    | 1.13,691 |
| 9     | Danny Sullivan        | Patrick Racing           | 15   | 1.14,740 |
| 10    | Cor Euser             | Dale Coyne/Bettenhausen  | 12   | 1.14,469 |
| 11    | Scott Goodyear        | UNO Racing               | 13   | 1.14,548 |
| 12    | Willy T. Ribbs        | Walker Racing            | 20   | 1.15,793 |
| 13    | Jeff Andretti         | Bruce Leven Racing       | 18   | 1.15,332 |
| 14    | Didier Theys          | Leader Cards Racing      | 23   | 1.16,473 |
| 15    | Mike Groff            | A.J. Foyt Enterprises    | 14   | 1.14,585 |
| 16    | Tony Bettenhausen Jr. | Bettenhausen Motorsports | 25   | 1.16,588 |
| 17    | Jeff Wood             | Euromotorsport           | 24   | 1.16,529 |
| 18    | Roberto Guerrero      | Bernstein's King Sports  | 22   | 1.16,314 |
| 19    | John Andretti         | Hall/VDS Racing          | 10   | 1.13,882 |
| 20    | Hiro Matsushita       | Dick Simon Racing        | 19   | 1.15,501 |
| 21    | John Jones            | Arciero Racing           | 27   | 1.19,042 |
| 22    | Buddy Lazier          | Dale Coyne Racing        | 21   | 1.16,061 |
| 23    | Ted Prappas           | P.I.G. Racing            | 16   | 1.15,109 |
| 24    | Bobby Rahal           | Galles-Kraco Racing      | 4    | 1.12,604 |
| 25    | Paul Tracy            | Penske Racing            | 11   | 1.13,900 |
| 26    | Randy Lewis           | Dale Coyne Racing        | 26   | 1.16,951 |
| 27    | Scott Brayton         | Dick Simon Racing        | 17   | 1.15,247 |